# Эквуем, Алекс Ифиниичукву
Алекс Ифиниичукву Эквуем (англ. Alex Ifeanyichukwu Ekwueme; 21 октября 1932 — 19 ноября 2017) — вице-президент Нигерии (1979—1983); доктор архитектуры, юрист.

## Занимаемые должности
Член — Нигерийской Конституционной Конференции (1994—1995). Вице-президент (1979—1983).

## Биография
Он начал учёбу в Англиканской центральной школе Святого Джона (St John’s Anglican Central School) в Эквулобии, затем перешёл в Королевский колледж (King’s College) в Лагосе. Также он был студентом Вашингтонского университета (Сиэтл), где получил степень бакалавра архитектуры. Он был президентом Института архитекторов Нигерии.